# Lissonota angulata
Lissonota angulata là một loài tò vò trong họ Ichneumonidae.